# كزنق
كزنق هي قرية في مقاطعة تبريز، إيران. عدد سكان هذه القرية هو 156 في سنة 2006.